# Mosles
Mosles ist eine französische Gemeinde im Département Calvados in der Region Normandie mit 348 Einwohnern (Stand: 1. Januar 2022). Mosles gehört zum Arrondissement Bayeux und zum Kanton Trévières. Die Einwohner werden Moslois genannt.

## Geografie
Mosles liegt etwa 16 Kilometer westnordwestlich von Bayeux. Umgeben wird Mosles von den Nachbargemeinden Aure sur Mer im Norden, Étréham im Nordosten, Tour-en-Bessin im Osten, Crouay und Blay im Süden, Mandeville-en-Bessin im Westen sowie Surrain im Nordwesten.

## Bevölkerungsentwicklung
| 1962                      | 1968 | 1975 | 1982 | 1990 | 1999 | 2006 | 2013 |
| ------------------------- | ---- | ---- | ---- | ---- | ---- | ---- | ---- |
| 260                       | 275  | 235  | 247  | 261  | 253  | 292  | 376  |
| Quelle: Cassini und INSEE |      |      |      |      |      |      |      |

## Sehenswürdigkeiten
- Kirche Saint-Eustache aus dem 13. Jahrhundert, Monument historique seit 1913, mit Pfarrhaus aus dem 18. Jahrhundert
- Schloss Argouges aus dem 19. Jahrhundert

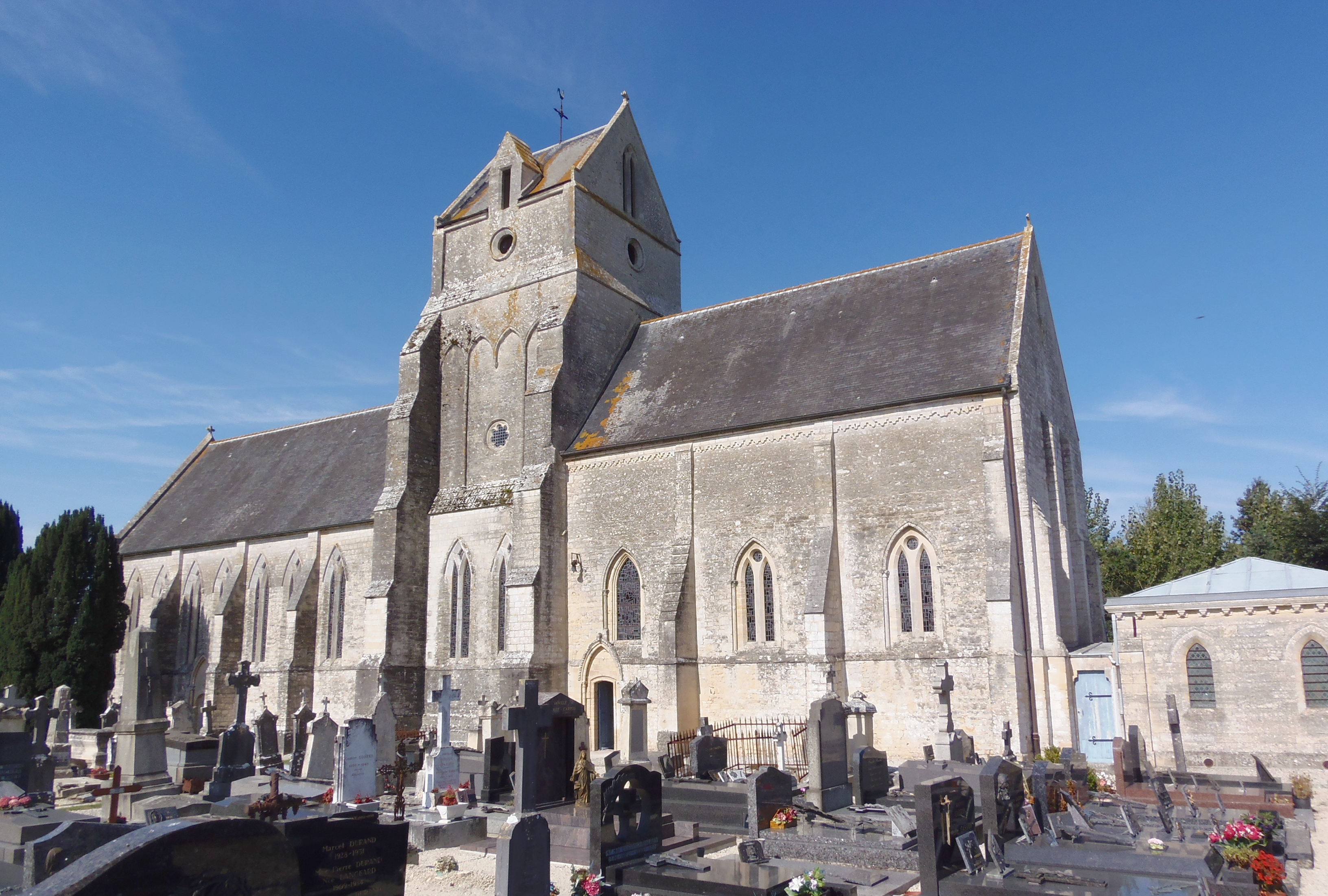
Kirche Saint-Eustache